# 樂道中學
樂道中學（英語：Lock Tao Secondary School）是一所位於沙田美林邨的津貼基督教中文中學，曾兼辦小學部，於1962年創校，並於1989年遷至現址辦學。目前，該校只剩下中學部仍在辦學。

## 校政管理
歷任校監
- 洪慧清 女士[2]（1962年-1976年，創校校監）
- 孫秉樞 先生，MBE，JP（1976年-1992年；2021年逝世）[3]
- 曾建平 先生（1992年-2002年）
- 賴顯榮 先生（2002年-2013年）[3][4]
- 曾健和 先生（2013年起，現任校監）[5]

歷任校長（小學部）
- 陸春 先生[6]

歷任校長（中學部）
- 趙岱哲 先生[7]（1962年[8]-1963年，創校校長；原筲箕灣崇真中學校長[9]）
- 洪慧清 女士（1963年，校監署任校長）[10]
- 山度 先生（S. S. Sandhu）[11]（1963年-？）
- 盧世農 先生[12]（1972年-1988年）
- 王燕萍 女士[13]（1988年-？年）
  - 鍾呂傍 先生（1989年-1993年，舊校舍校長，副校長兼任[14]；其後升任校長）
- 郭偉超 先生（？年-1995年）[15]
- 鍾呂傍 先生（1995年[16]-2016年）
- 蔡康年 先生（2016年-2020年，後轉任神召會康樂中學校長）
- 王志偉 先生（2020年起，現任校長）

## 歷史
樂道中學於1962年以樂道英文中學之名創校，並附設小學部。當中，小學部前身為樂道會轄下小學「樂道學校」，位於何文田佛光街與牧愛街之間（現址為香港都會大學第一期校舍）。由於學生人數增加，此校於1963年獲准在原有校舍擴建新翼，另中學部更一度改以半日制上課。
此校於1982年轉為津貼中學，並於1989年正式遷入現址、與崇蘭中學（已於2012年停辦，曾於2015-19年改為香港聖瑪加利女書院，及後原址改為宣道會陳元喜小學）相連的校舍，成為全港第二間與小學相連校舍的中學；而原址後來重建成為今天的香港都會大學校址。
1992年1月5日，樂道會沙田堂開始在樂道中學進行主日崇拜，但堂會本身並無入駐中學。
值得一提的是，由於此校遷入沙田後，初時只開設部分班別，故4樓課室曾成為同樣遷入沙田的基督書院中一級臨時校舍，直至其位於博康邨的永久校舍1990年9月啟用為止。
早於1990年代，此校已改用中、英文混合授課。由於政府在1997年以後實施「母語教學」政策，而此校未達開設英文班標準，需再改以全中文授課；同時，校名由「樂道英文中學」更改為「樂道中學」，免生混淆。其後，此校收生日漸轉差，更曾一度面臨「殺校」危機，直至開始錄取南亞裔及內地新來港學生，情況才有所舒緩。
2019年暑假至10月期間，此校進行外牆油漆工程，由灰、綠二色為主的外牆改為白、藍二色。

## 校園環境
全校佔地面積約4000平方米，而校舍屬全連環型校舍，主樓樓高5層；此外，特別室大樓亦與樓高6層的新翼相連。校園鄰近美城苑及美松苑，並於禮堂部分與宣道會陳元喜小學相連。

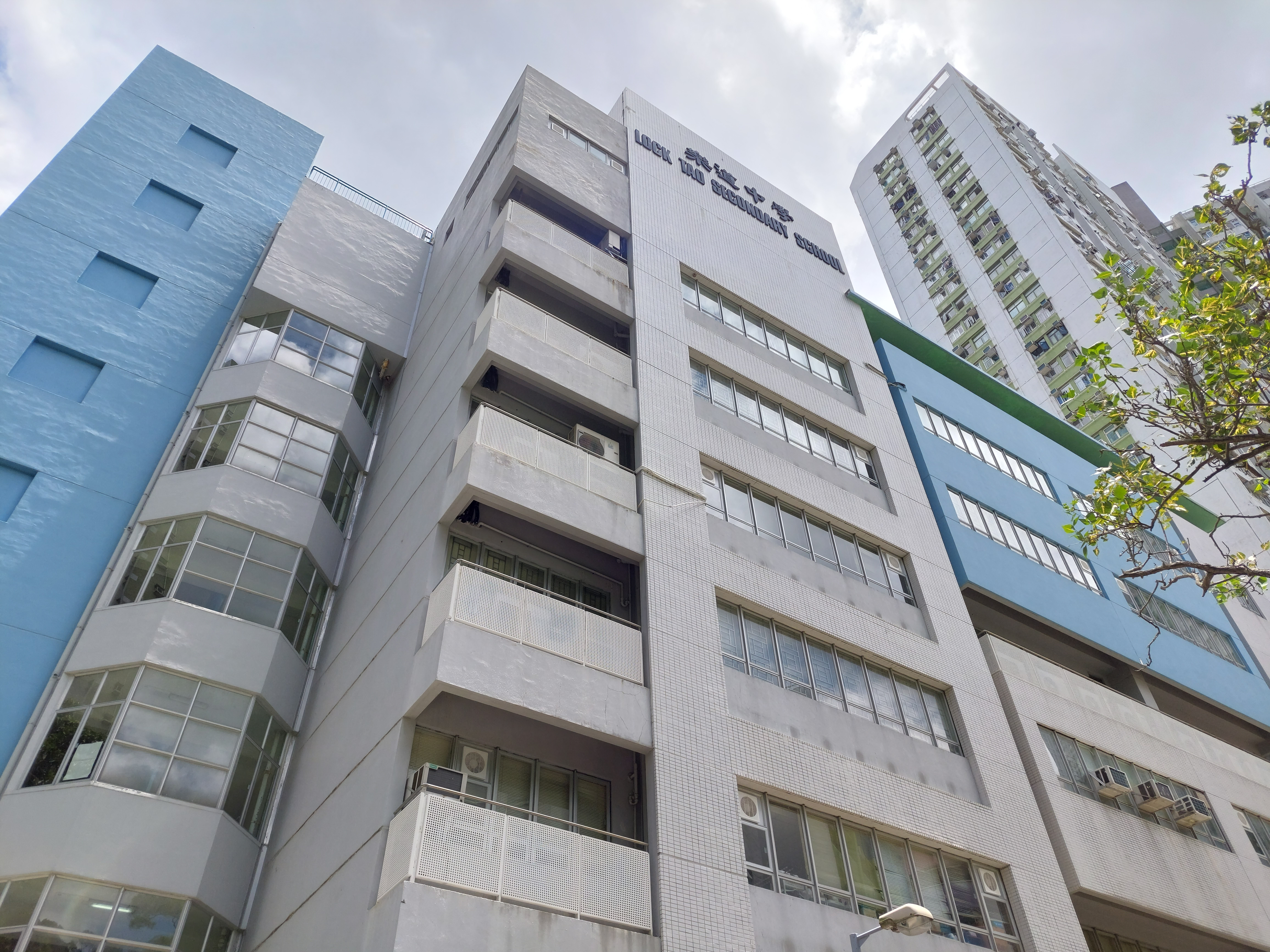
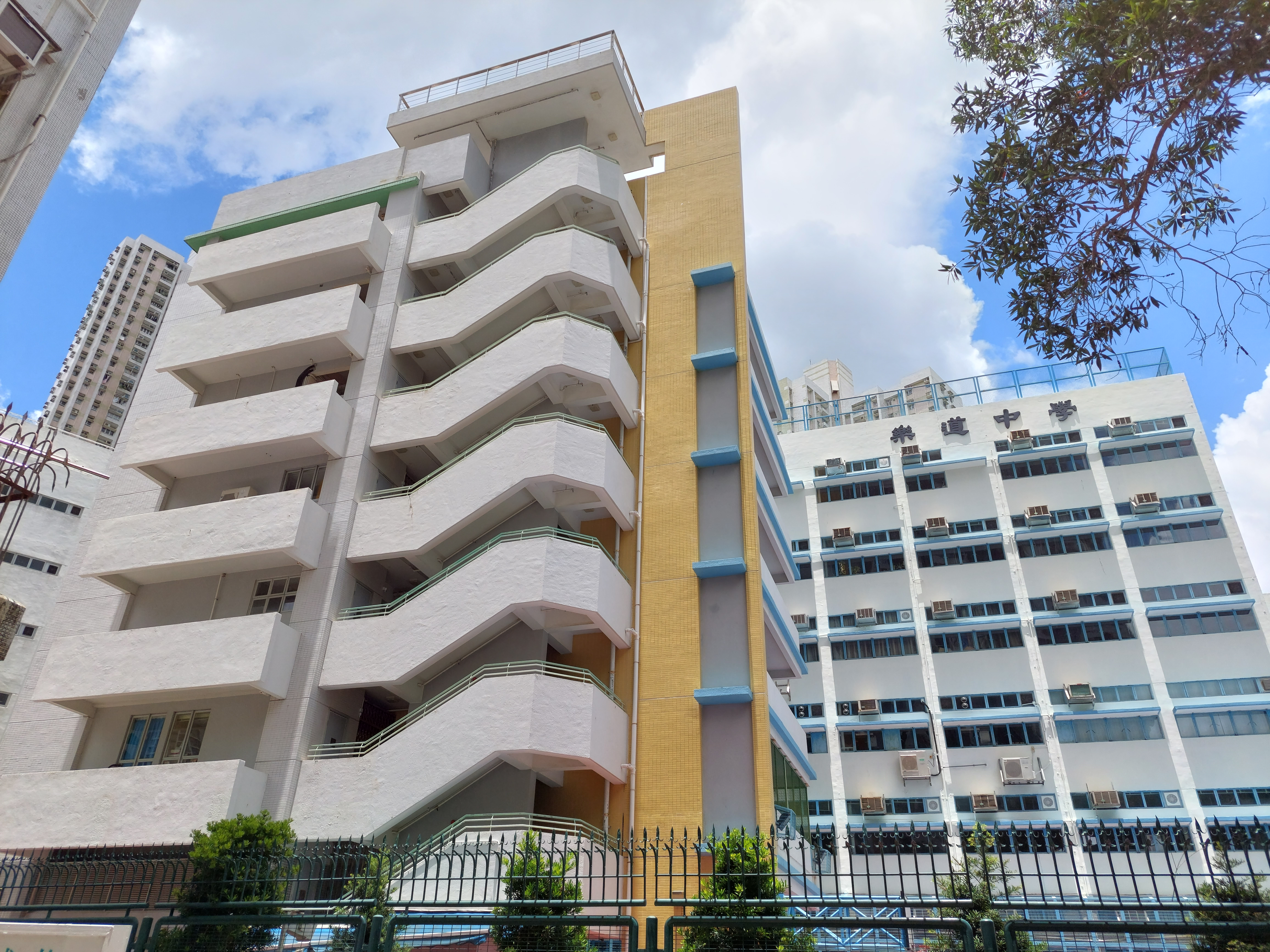

## 班級與課程
此校由中四至中六每級各設三班，而中一至中三設四班，（共21班），全部均以中文授課。
而在高中年級，除四科必修科以外，另設有兩科選修科，可供選修科目如下：
- 生物
- 化學
- 物理
- 地理
- 經濟
- 企業、會計與財務概論
- 資訊及通訊科技
- 視覺藝術
- 數學（延伸單元）
- 旅遊與款待
- 應用學習課程（乙類選修科目）

此外，此校亦有向非華裔學生提供中文科學習支援服務。

## 交通
巴士
- 46X、46P、72、72A、80、80K、81、82B、82K、85、88K、283、286X、288c

小巴
- 63A

此外，校方亦有為學生提供校巴服務。

## 事件
- 2022年6月，此校一名學生被揭發在同區禾輋邨一處梯間，與另外數名少年毆打一名不肯加入三合會的他校學生。及後，事主家長報警處理，另涉事兩校亦就此作出跟進[25]。

## 著名/傑出校友
- 陳張敏（2004年中五）：香港退役籃球運動員
- 吳偉超（1998年中五）：香港退役足球運動員，現職助教。
- 湯寶如（1988年中五[26]）：香港女歌手
- 彭皓鋒（1987年中五[27]）：香港男演員
- 吳家樂（1989年中五）：香港男演員
- 陳秀珠：香港女演員
- 麥潔文（肄業，後轉至另一中學）：香港女歌手
- 田啟文（中二肄業）：香港男藝人
- 爾冬陞（肄業）：香港電影導演
- 蔡國威（1990年中五肄業；9月至10月）：香港男藝人

## 註解
1. ↑  以「樂道中學有限公司」法人名義辦學
2. ↑  2024/25年度[1]

## 外部連結
- 樂道中學官方網站 （页面存档备份，存于）